# Challenger de Burnie 2012
El torneo McDonald's Burnie International 2012 fue un torneo profesional de tenis. Pertenecó al ATP Challenger Series 2012. Se disputó su 10.ª edición sobre pistas duras, en Burnie, Australia entre el 30 de enero y el 5 de febrero de 2012.

## Jugadores participantes del cuadro de individuales

### Cabezas de serie
| País                    | Jugador           | Rank1 | Favorito |
| ----------------------- | ----------------- | ----- | -------- |
| Bandera de Uzbekistán   | Denis Istomin     | 60    | 1        |
| Bandera de China Taipéi | Lu Yen-hsun       | 79    | 2        |
| Bandera de Japón        | Tatsuma Ito       | 117   | 3        |
| Bandera de China Taipéi | Yang Tsung-Hua    | 178   | 4        |
| Bandera de Australia    | Greg Jones        | 198   | 5        |
| Bandera de Tailandia    | Danai Udomchoke   | 201   | 6        |
| Bandera de Australia    | Marinko Matosevic | 203   | 7        |
| Bandera de Japón        | Yuichi Sugita     | 209   | 8        |

- Se ha tomado el ranking del 16 de enero de 2012.

### Otros participantes
Los siguientes jugadores recibieron una invitación (wild card), por lo tanto ingresan directamente al cuadro principal:
- Maverick Banes
- Samuel Groth
- John Millman
- John-Patrick Smith

Los siguientes jugadores ingresan al cuadro principal tras disputar el cuadro clasificatorio:
- Colin Ebelthite
- Adam Feeney
- Isaac Frost
- Joshua Milton

## Campeones

### Individual Masculino
- Danai Udomchoke venció a  Samuel Groth, 7–6(7–5), 6–3

### Dobles Masculino
- John Peers /  John-Patrick Smith vencieron a   Divij Sharan /  Vishnu Vardhan, 6–2, 6–4